# Lagoa Pequena
Lagoa Pequena, também conhecida como Lagoinha Pequena, é uma lagoa com aproximadamente 9,9 ha (0,0990 km²), localizada na região leste de Florianópolis, entre os bairros do Campeche e Rio Tavares. Nas últimas décadas do século XX se encontrou ameaçada pelo avanço da urbanização na região.
É uma área protegida por lei, tombada desde 1988 através do decreto municipal nº135/88. A partir de 2018 a lagoa e parte da área preservada ao seu redor foram incluídas dentro do Parque Municipal das Dunas da Lagoa da Conceição, pela lei municipal nº10.388/18.

## História
A história da Lagoa Pequena envolve muitos conflitos, oficialmente preservada a partir de 1988, sofreu nos anos seguintes com ocupações ilegais e mudanças na sua categoria de preservação, o que resultou em destruição de parte dos ecossistemas que haviam no local.

## Características
Se trata de um afloramento do lençol freático do Aquífero Campeche, representando o corpo de água mais importante da região da planície do Campeche, região  urbanizada do leste da Ilha de Santa Catarina.
A área de água doce varia conforme conforme a quantidade de chuvas da estação. Está localizada a cerca de 600 m do mar e ao seu redor, na direção leste, está preservada uma rica vegetação de restinga.
Em seu entorno já foram realizadas pesquisas científicas pela UFSC, sobre sua história, biodiversidade e meio social. 

## Ameaças e Biodiversidade
Apesar da poluição que vem sendo despejada de forma ilegal, a Lagoa Pequena ainda simboliza um importante recurso natural para os animais da região, que encontram nela a chance de se alimentar e se reproduzir, como acontece com várias espécies aquáticas de insetos, plantas e aves.
A vegetação de restinga próxima da lagoa é muito rica em animais, especialmente insetos, já sendo catalogadas pela UFSC 189 espécies de besouros  e 80 espécies de formigas ao seu redor, entre outras.